# ARV Almirante Clemente (F-11)
La ARV Almirante Clemente (F-11) de la Armada Venezolana fue la cabeza de serie de las fragatas de la clase Almirante Clemente. Fue puesta en gradas en 1954, botada en 1954 y asignada en 1956. Fue de baja en 1995.

## Construcción
Fue construida por Ansaldo en Livorno, Italia. Con puesta de quilla el 5 de mayo de 1954 y botadura el 12 de diciembre de 1954, entró en servicio en 1956.
Fragata de 1300 t de desplazamiento (estándar) y 1500 t a plena carga; 99,1 m de eslora, 10,8 m de manga y 3,7 m de calado; propulsión de 2× calderas + 2× conjuntos de turbinas.
Fue modernizada en el astillero Camell Laird entre 1968 y 1975. Se le reemplazaron los cañones. Fue de baja en 1995.